# Вайкунтха-Камаладжа
Вайку́нтха-Камала́джа (там. வைகுந்த கமலயா, форма Вайкунтхи и Камалы (лотоса) — андрогинная форма индуистского бога Вишну, характерная для Кашмира и Непала и распространенная в древней Северной Индии. Вишну в форме Вайкунтха-Камаладжа символизирует единство и недвойственность женского и мужского начала в космических принципах Вселенной. Название отражает совмещение Нараяны (Вишну) и Лакшми (Камалы) в одном теле.
Является вайшнавским аналогом более популярного образа Ардханари или андрогинной формы Шивы. Как и Ардханари, Вайкунтха-Камаладжа изображается наполовину мужчиной и наполовину женщиной в одном теле, которое разделено посередине. Правая половина представлена Нараяной, левая — его супругой Лакшми. В отличие от Ардханари, чей образ описан в священных текстах шиваизма, Вайкунтха-Камаладжа упоминается лишь в нескольких тантрических и иконографических работах. История происхождения Вайкунтха-Камаладжа не известна и в мифологии индуизма не встречается.

## Этимология и имена Вайкунтха-Камаладжа
Вайкунтха является обителью Вишну и в имени совмещенного божества символизирует имя Вишну. «Камаладжа» представляет собой имя Лакшми, что означает «[рожденная] в цветке лотоса». Камаладжей также называют Брахму, поскольку он восседает в цветке лотоса.
Андрогинная форма Вишну известна под несколькими именами:
| Имя                  | Имя (англ.)            | Комментарий                           |
| -------------------- | ---------------------- | ------------------------------------- |
| Вайшнава Ардханари   | Vaishnava Ardhanari    | вайшнавский Ардханари                 |
| Ардханари-Нараяна    | Ardhanari-Narayana     | Нараяна с женским аспектом            |
| Ардханари-Вишну      | Ardhanari-Vishnu       | Вишну с женским аспектом              |
| Ардха-Лакшми-Нараяна | Ardha-Lakshmi-Narayana | совмещенные Лакшми и Нараяна          |
| Васудева-Лакшми      | Vasudeva-Kamalaja      | Васудева (имя Вишну) и Лакшми         |
| Ардха-Лакшми-Хари    | Ardha-Lakshmi-Hari     | совмещенные Лакшми и Хари (имя Вишну) |

## Символизм и иконография
Вайкунтха-Камаладжа не упоминается ни в мифах, ни в иконографических канонах. Некоторые ссылки на андрогинный образ присутствуют в трактатах Панчаратры и тантрических текстах. В частности, тантрический трактат Сарада-тилака (Saradatilaka, сборник мантр и правил поклонения различным божествам, включая Ганапати, Шиву, Вишну и различным аспектам богини), датируемый XI—XI веками, ссылается на Вайкунтха-Камаладжу. Кроме того, андрогинная форма Вишну упоминается в кашмирском трактате Тантра-саре (Tantrasara) автора Кришнананды от XVI века и в южноиндийском трактате о живописи и танце Шильпа-ратне (Shilparatna) автора Шрикумара от XVII века.
Как разъясняется в трактатах Сарада-тилака и Тантра-саре, Вайкунтха-Камаладжа подобно Ардханари, символизирует единство мужского и женского принципов Вселенной. В Шильпа-ратне провозглашается единство Нараяны и Лакшми. Их единство проистекает из общих космических принципов: сат-чит-ананда (бытие-сознание-блаженство).
Левую половину образа формирует женщина, олицетворяющая Лакшми. Правая часть состоит из мужской половины, символизирующей Нараяну. Женская половина имеет более выраженную женскую грудь и длинное дхоти вокруг бедер. Мужская половина тоже одета в традиционное дхоти до колена с другим рисунком. Образ украшают корона, ожерелье, ручные и ножные браслеты, пояс и серьги. Однако рисунки украшений у обеих половин отличаются. Образ стоит на троне из цветка лотоса или может сидеть верхом на ездовой птице Вишну, Гаруде. Вместо Гаруды у ног божества может находиться черепаха, отождествляемая с Курмой, одним из аватаров Вишну (или Гаруда и черепаха одновременно). У божества восемь рук, которые держат священные атрибуты. К атрибутам Вишну относятся Сударшана (чакра), шанкха (раковина), Каумодаки (булава) и цветок лотоса. Женская половина держит в руках калашу (горшок с кокосовым орехом наверху) или кумбху (горшок с водой), наполненный драгоценными камнями, а также зеркало, свиток или книгу, цветок лотоса. Руки женской половины могут также удерживать ритуальный колокольчик для пуджи или четки для джапы. Зеркало и свиток не являются атрибутами Лакшми. Их появление в иконографии супруги Вишну отражает влияние образов других богинь. Свиток считается атрибутом супруги Брахмы, Сарасвати, а зеркало — супруги Шивы, Парвати. Частичное объяснение атрибутов Лакшми состоит в том, что в некоторых традициях Восточной Индии Лакшми и Сарасвати считаются двумя женами Вишну.

## География поклонения
Идея и иконография Вайкунтха-Камаладжи, по всей видимости, заимствованы у образа Ардханаришвары, популярной андрогинной формы Шивы и его супруги Парвати. Близкий сложный образ имеет Вайкунтха Чатурмурти, Вишну с четырьмя лицами. Высказывается несколько гипотез о происхождении Вайкунтха-Камаладжи. Первая гипотеза предполагает, что форма возникла в Восточной Индии, а затем была ввезена в Непал. Согласно второй гипотезе форма Вайкунтха-Камаладжи родилась в самом средневековом Непале. В третьей гипотезе родиной Вайкунтха-Камаладжи называется Кашмир.
Надписи с упоминанием божества, найденные на стенах храма возле города Гая (Бихар), датируются XI веком, то есть раньше первых непальских изображений. Это означает, что родиной Вайкунтха-Камаладжи, по всей видимости, является Восточная Индия. В Гае располагается удивительный храм в честь Шиталы (IAST: Śītalā), богини оспы, которая считается покровительницей деревень в юго-западной Бенгалии. Местный правитель по имени Якшапала (Yakshapala) воздвиг храм Шиталы для размещения в нём ряда божеств, в том числе Камал-Ардханагина-Нараяна (Kamalardhangina-Narayana)Парвати. Тем не менее, в Индии не обнаружено сколько-нибудь заметных свидетельств культа Вайкунтха-Камаладжи. Её изображения, в основном, распространены в Кашмире и Непале. Некоторые изображения божества найдены возле Бижбехара (Джамму и Кашмир) и Джейнтипера (Пенджаб). Все они созданы не ранее конца X — начала XI столетий.
Среди более поздних изображений следует отметить образы в храме Шивы (Shiv Temple Baijnath, 32°03′02″ с. ш. 76°38′41″ в. д.) от 1204 года в городе Байджнатх штата Химачал-Прадеш и известное мурти Шаяна Тхакура (Sayana Thakura) в знаменитом храме Джаганнатхи в Пури. Последний образ представляет собой металлическую статую, совмещающую Пурушу (Вишну) и Пракрити (Лакшми).
Изображения Вайкунтха-Камаладжи появляются в Непале начиная с XII века. Самое раннее известное непальское изображение Вайкунтхи-Камаладжа датируется 1263 годом. Божество изображено на ткани, которая в настоящее время хранится в Институте миссии Рамакришны в Калькутте. Несколько европейских и американских музеев располагают образами Вайкунтхи-Камаладжи. В частности, Музей Гиме (Париж), Национальный музей восточного искусства (Рим), Британский музей (Лондон) и Музей изящных искусств (Бостон), а также Лалитпур Музей в предместье Катманду (Непал). Известные изображения Вайкунтха-Камаладжи находятся в нескольких храмах: Индрешвар (Indreshvar Temple) в Панаоти (Непале); Нараяны (Narayan Temple) в Лалитпуре (Непал); Сарасвати (Saraswati Temple) в Санкху (Непал).

## Галерея
- Вайкунтха-Камаладжа в коллекции музеев
- Музей Гиме (Париж). Непал, XIV век.
- Национальный музей восточного искусства (Рим). Непал, XVII-XVIII век.
- Лалитпур Музей (Катманду). Непал, XIV-XV век (слева) и XVIII век (справа).